# Micheal Williams
Pour les articles homonymes, voir Williams.
Micheal Douglas Williams (né le 23 juillet 1966 à Dallas, Texas) est un joueur américain de basket-ball évoluant au poste de meneur de jeu en National Basketball Association (NBA).

## Biographie
À sa sortie de Baylor University, il est sélectionné au 48e rang de la draft 1988 par les Pistons de Détroit avec qui il joue 49 matchs lors de sa saison rookie, pour des moyennes de 2,4 points et 1,4 passe décisive par match. Les Pistons remportent le titre NBA lors de cette année.
Il est transféré aux Suns de Phoenix le jour de la draft en compagnie du premier tour des Pistons de la draft 1989, Kenny Battle, en échange du premier tour de draft des Suns, Anthony Cook.
La saison suivante est partagée entre les Suns et les Hornets de Charlotte avec des moyennes de 5,6 points et 2,9 passes décisives par match avant d'être acquis par les Pacers de l'Indiana en 1990. Il réussit par la suite deux bonnes saisons à Indiana, avec 13,2 points, 6,5 passes décisives et 87,5 % de réussite aux lancers-francs. Avant le début de la saison 1992-1993, il est transféré avec Chuck Person aux Timberwolves du Minnesota en échange de Sam Mitchell et Pooh Richardson. Il poursuit sa solide carrière à Minnesota les deux saisons suivantes, cependant, à cause de diverses blessures, lors de ses quatre dernières saisons avec les Wolves, il dispute seulement 35 matchs (manquant même entièrement la saison 1996-1997). Le 21 janvier 1999, Minnesota le transfère, avec Zeljko Rebraca aux Raptors de Toronto dans un échange à trois équipes. Par la suite, la carrière de Williams décline, jouant seulement deux matchs avec les Raptors avant prendre sa retraite.
À l'issue de la saison 1992-1993, Williams se classe au 4e rang de la ligue à la réussite aux lancers-francs avec 90,7 %, dû pour une large part à ses 84 dernières tentatives réussies. Il bat alors le record de Calvin Murphy de 78 lancers-francs convertis à la suite en 1981. Williams continue sa série lors de la saison 1993-1994, transformant ses 13 premières tentatives. Il détient toujours le record NBA du plus grand nombre de lancers-francs consécutifs réussis en saison régulière avec 97 transformations (sur 19 matchs de saison régulière du 24 mars au 9 novembre 1993).